# Kassim Al-Khalil

Kassim al-Khalil

Kassim „Abdul Karim“ al-Khalil (* 1884 im Libanon (Osmanisches Reich); † 6. Mai 1916 ebenda) war ein politischer Aktivist.

## Leben
Kassim al-Khalil war der Sohn von Mahmoud al-Khalil und Fedda Khazem, die sich ebenfalls politisch engagierte. Er besuchte die Oberschule Scheich Ahmad Abbas al-Azhari in Beirut und beteiligte sich an politischen Schüleraufständen. 1908 begann die arabische Revolution gegen das Osmanische Reich und Abdul Karim stand in den ersten Reihen der Proteste. Er beteiligte sich an den Aufständen für die Befreiung der arabischen Länder und besonders des Libanons von der osmanischen Besatzung.

Märtyrerplatz

Am 6. Mai 1916, während einer Demonstration, wurden er und weitere Demonstranten, u. a. Pater Joseph Hayek, Abdelwahab al-Inglizi, Joseph Bshara Hani, Mohammad Mahmassani, Mahmoud Mahmassani, Omar Hamad, Philip el-Khazen, Farid el-Khazen und Sheikh Ahmad Tabbara von osmanischen Soldaten im Auftrag von General Ahmet Cemal Pascha festgenommen und öffentlich hingerichtet.

## Ehrungen
- Ihm und den anderen zu Ehren steht seit dem 6. März 1960 ein Denkmal auf dem Kanonenplatz, auch genannt Märtyrerplatz (Sahet el Shouhada) in Beirut in der Nähe der Mohammed-al-Amin-Moschee.
- Unter anderem ist eine Straße in Chiyah, Libanon sowie eine Schule namens El Shahid Abdul Karim El Khalil School in Ghobairy im Libanon nach ihm benannt worden.
- Der 6. Mai ist ein offizieller Feiertag und wird jährlich zum Gedenken der Märtyrer gefeiert.